# Kepler-37b
Kepler-37b là một hành tinh ngoài hệ Mặt Trời quay quanh Kepler-37 trong Chòm sao Thiên Cầm. Cho đến nay (2/2013), nó là hành tinh ngoại nhỏ nhất từng được phát hiện, với khối lượng lớn hơn một chút so với của Mặt Trăng của Trái Đất..

## Phát hiện
Kepler-37B, cùng với hai hành tinh khác, Kepler-37c và Kepler-37d quay quanh một ngôi sao giống Mặt Trời, được phát hiện bởi kính thiên văn không gian Kepler. Để có được một kích thước chính xác của hành tinh., các nhà thiên văn học đã so sánh nó với kích thước của ngôi sao mẹ, mà họ đã sử dụng sóng âm thanh. Quá trình này được gọi là tinh chấn học thiên thể (astroseismology), và Kepler-37 là ngôi sao nhỏ nhất được nghiên cứu bằng công nghệ này. Những nghiên cứu này đã cho phép xác định được kích thước của hành tinh với "mức độ cực kì chính xác" cho đến nay. Với kích thước chỉ bằng 80% Sao Thủy, Kepler-37b là hành tinh đầu tiên trong vũ trụ được phát hiện nhỏ hơn bất cứ hành tinh nào trong Hệ mặt trời.  Việc một hành tinh như Kepler-37B đã được phát hiện theo Jack Lissauer, một nhà khoa học tại Trung tâm nghiên cứu Ames của NASA, cho rằng "các hành tinh như vậy ít phổ biến". 
Kepler-37b cùng với hai hành tinh khác quay quanh một ngôi sao giống Mặt Trời, dựa trên kích thước nhỏ bé và bề mặt quá nóng, các nhà thiên văn học nhận định hành tinh Kepler-37b dường như không có bầu khí quyển, tương tự như Sao Thủy trong Thái dương hệ. Nó mất 13 ngày để hoàn thành một vòng quỹ đạo quanh ngôi sao mẹ. Nhiệt độ trên bề mặt của hành tinh tí hon này lên tới 400 độ C, khiến nước và sự sống không thể tồn tại.

## Đặc điểm

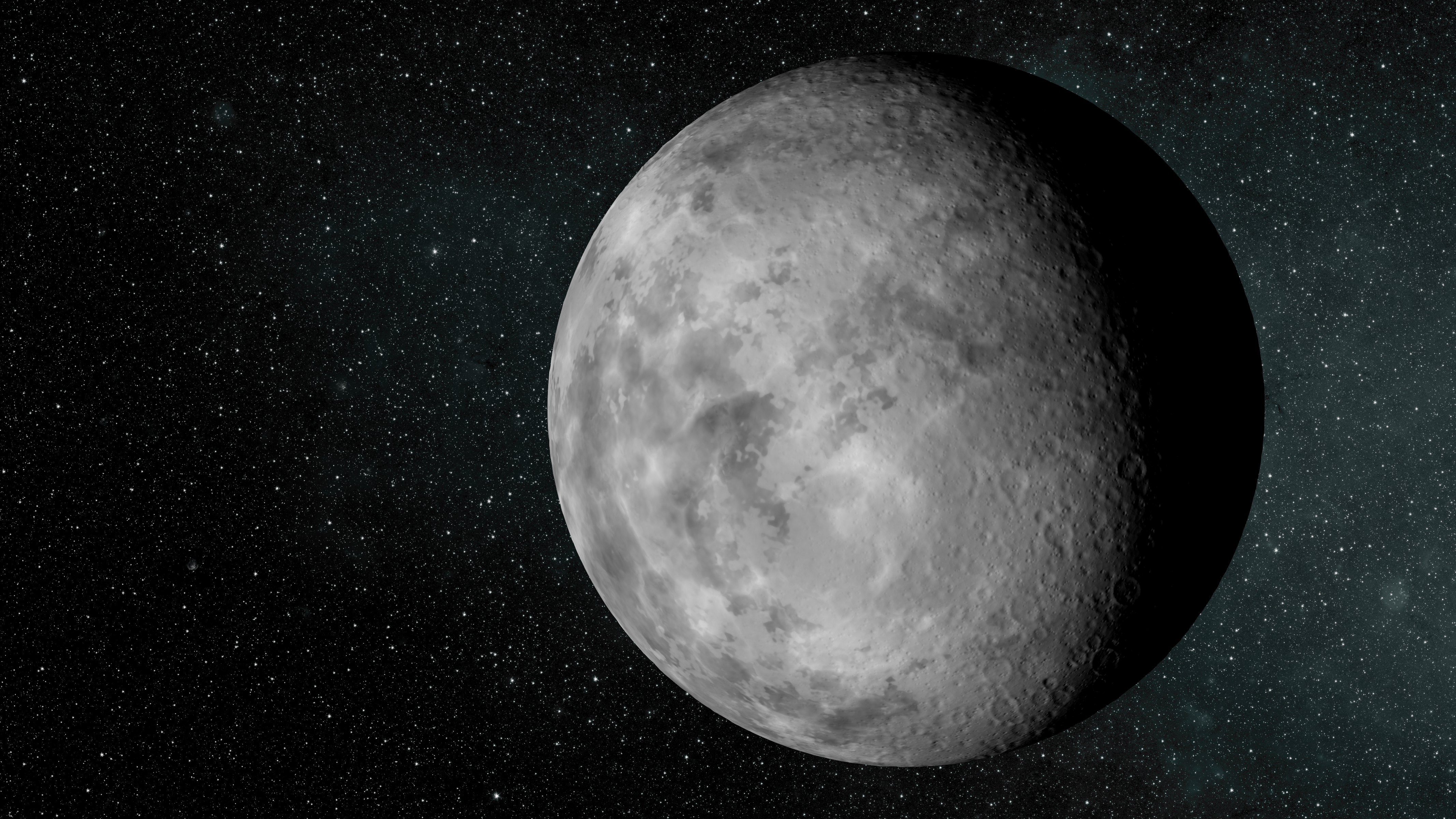
Kepler-37b (tranh ảnh của hoạ sĩ)

Hành tinh này cách Trái Đất khoảng 210 năm ánh sáng, lớn hơn một chút so với Mặt Trăng, có đường kính 2400 dặm Anh.. NASA cho rằng có khả năng rất lớn hành tinh này không có bầu khí quyển và không thể cho phép tồn tại sự sống. Ngoài ra có khả năng lớn hành tinh này gồm các vật liệu đá. Là hành tinh gần nhất ngôi sao mẹ, Kepler-37b mất 13 ngày quay quanh ngôi sao mẹ. Cũng do khoảng cách đối với ngôi sao mẹ, nhiệt độ trung bình của hành tinh này ước khoảng 800 độ Fahrenheit, hay khoảng 700 độ Kelvin.